# Ocultação

Ocultação de uma estrela pela Lua.

Uma ocultação é um evento que acontece quando um objeto é oculto por outro que passa entre ele e o observador. A palavra é usada em astronomia e pode também ser utilizada num sentido geral para descrever quando um objecto em primeiro plano oculta objectos em segundo plano. De forma geral, as ocultações aplicam-se a cenas visuais de aeronaves voando baixa e em tecnologia de Imagens Geradas por Computador (CGI), onde objetos de primeiro plano obscurecem objetos distantes de uma forma dinâmica conforme a cena se altera.

## Ocultações por asteroides e objectos transneptunianos

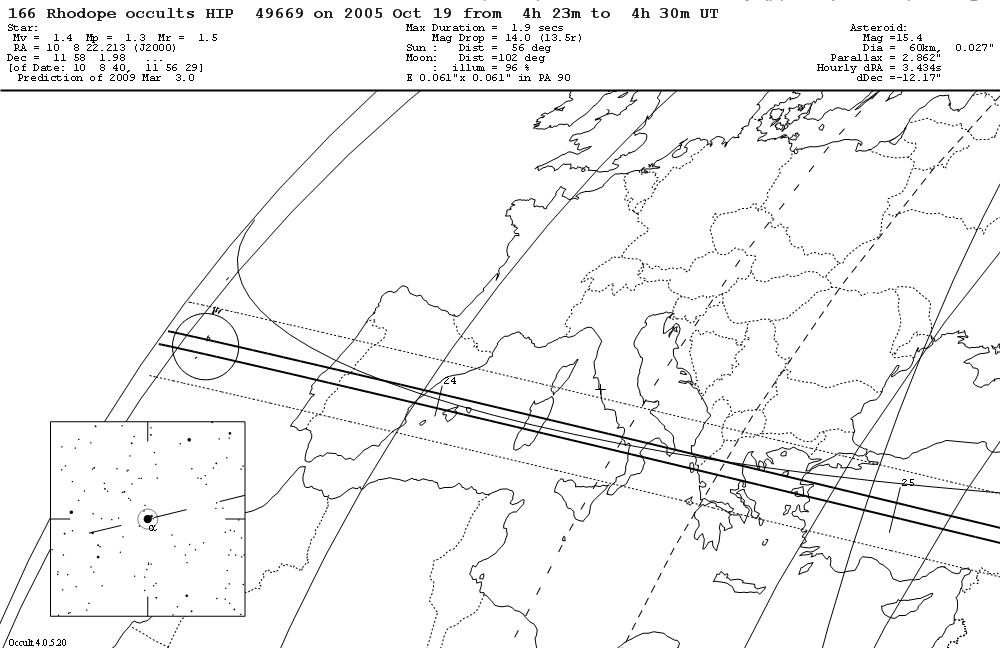
Exemplo de previsão de uma ocultação por parte de um asteroide feita pelo IOTA, secção europeia.

A ocultação por um asteroide acontece quando este corpo atravessa o caminho de luz de uma estrela ("oculta" a estrela), bloqueando temporariamente a passagem de luz visto da Terra. Isto causa geralmente uma queda aparente do brilho aparente dessa estrela que pode durar até vários segundos. Vários eventos deste tipo acontecem todos os dias, havendo instituições como a IOTA ("International Occultation Timing Association", Associação Internacional de Temporização de Ocultações) especializadas na previsão de ocultações. No entanto, a maioria destes eventos exige a utilização de um telescópio para ser detectada, se bem que um telescópio de tamanho comum (8-10 polegadas de diâmetro) costume ser suficiente. Posteriormente, grupos profissionais e amadores de astrónomos partilham as suas observações para fazer uma análise detalhada.
No caso dos asteroides, a observação de ocultações estelares é particularmente útil na determinação de parâmetros físicos como a sua posição no céu e o seu tamanho e com uma precisão que outros métodos ainda não permitem. A determinação do formato só é possível através de múltiplas observações ao mesmo evento em locais relativamente próximos (que estejam dentro da zona de observação). Por exemplo, em 1998 foi observada uma ocultação pelo corpo 39 Laetitia em 38 localizações diferentes a 3 de Março, o que resultou em várias "cordas" (diferentes secções do asteróide) observadas.
A título de curiosidade, a estrela com maior brilho aparente a ser ocultada até hoje foi Regulus, através do corpo 163 Erigone, a 20 de Março de 2014. Tal evento foi previsto 10 anos antes, por A. Vitagliano. Este asteróide foi observado e determinou-se um diâmetro de cerca de 100 km, sendo visível a ocultação a partir de algumas cidades dos Estados Unidos e Canadá.
Eis uma lista de alguns asteróides, e das suas propriedades observadas através de ocultações:
| Nome           | Cordas | Formato (km) |
| -------------- | ------ | ------------ |
| 704 Interamnia | 35     | 350×304      |
| 39 Laetitia    | ~16    | 219×142      |
| 94 Aurora      | 9      | 225×173      |
| 375 Ursula     | 6      | 216±10       |
| 444 Gyptis     | 6      | 179×150      |
| 48 Doris       | 4      | 278×142      |

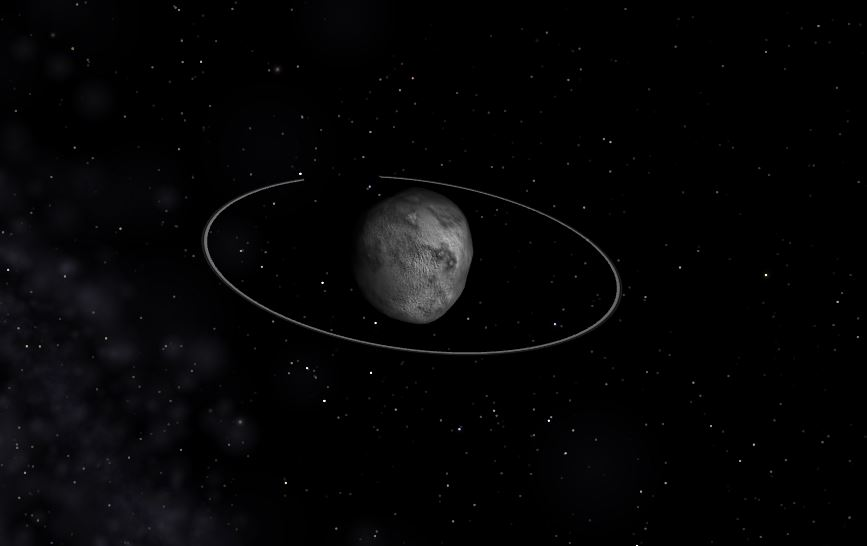
Cáriclo, cujo sistema de anéis foi descoberto a partir de uma ocultação estelar.

Em 2014, foi feita uma descoberta sem precedentes graças às ocultações estelares: um asteroide troiano, Cáriclo, foi estudado através deste método e foi descoberto um sistema de anéis à sua volta (Braga Ribas et al, 2014).
De modo semelhante aos asteroides, também os Objectos Trans-Neptunianos (OTN) podem ser estudados através de ocultações estelares, sendo possível também determinar os mesmos parâmetros físicos, bem como estudar a possível existência de uma atmosfera. No entanto, estas observações são mais raras, devido a uma combinações de factores que dificultam a ocorrência e visibilidade destes eventos:
- Os OTN não cruzam o caminho de tantas estrelas, por não estarem alinhados com a eclíptica e, consequentemente, com o disco galáctico, diminuindo a probabilidade de passar em frente a uma estrela;
- Há um menor conhecimento dos corpos e respectivas órbitas nesta região do Sistema Solar;
- As estrelas ocultadas costumam ter fluxos mais baixos do que no caso dos asteróides, dificultando a sua observação sem ser através de grandes telescópios.
Ainda assim, e em especial desde o início do século XXI, as ocultações estelares têm sido determinantes no estudo dos maiores OTN conhecidos, como Plutão, Caronte, Eris ou Makemake. Apesar das dificuldades, uma vantagem destas ocultações é a de serem mais longas, pois não só os objectos observáveis são maiores, como também, devido às Leis de Kepler, nesta zona afastada do Sistema Solar a sua velocidade de translacção é menor, permitindo ocultações que podem durar até 2 minutos.

## Ocultação pela Lua

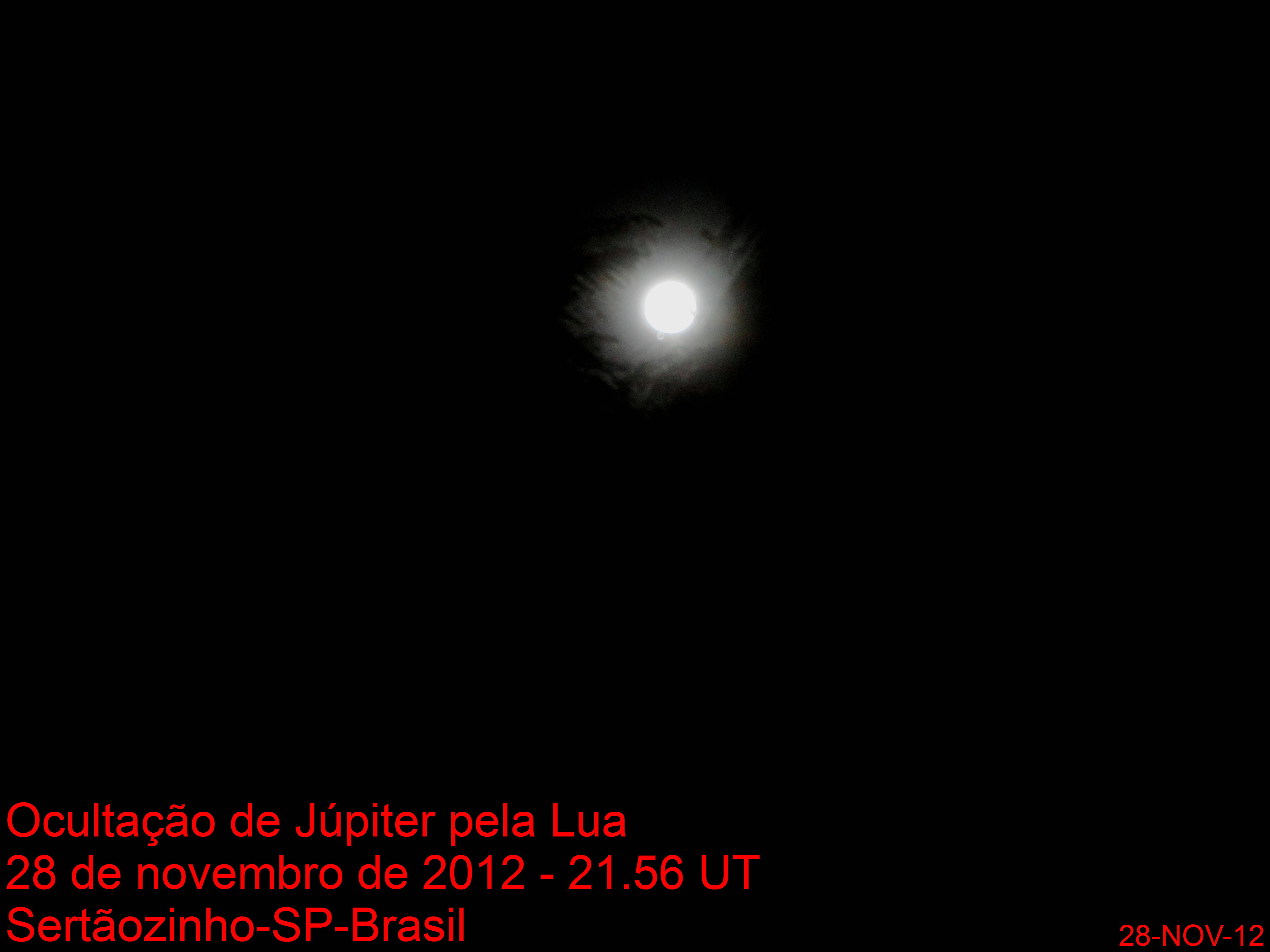
Ocultação de Júpiter pela Lua.

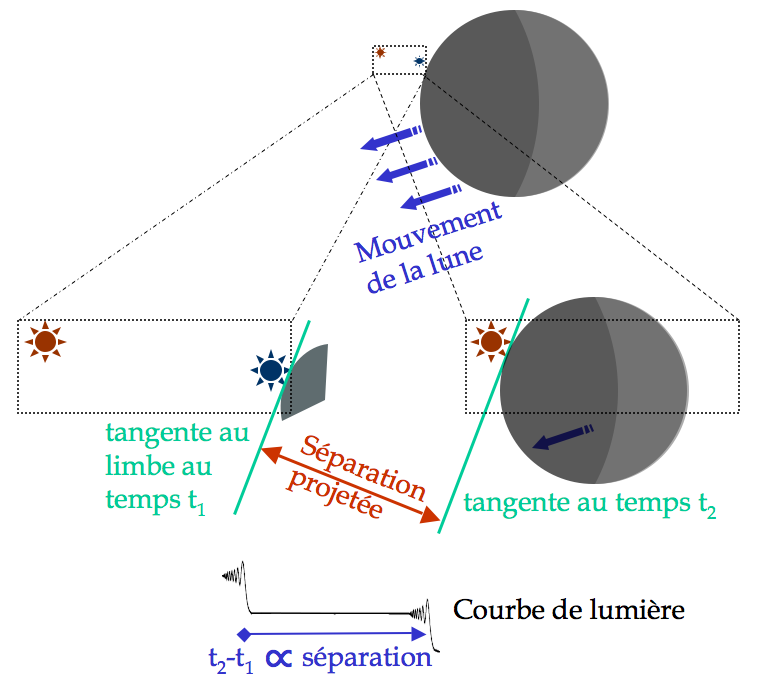
Exemplo esquemático de uma ocultação dupla.

Sendo, a par do Sol, o objecto com maior diâmetro angular no céu, é natural que a Lua seja o corpo responsável pelo maior número de ocultações. O Sol também o é, mas, devido ao seu enorme brilho aparente quando comparado com qualquer outro objecto, este não permite observações.
A Lua tem uma velocidade angular aparente em relação às estrelas de cerca de 0,55 segundos de arco/segundo. Também é conhecida uma atmosfera muito ténue. As estrelas têm um diâmetro angular aparente no céu abaixo dos 0,057 segundos de arco, cerca de 30 mil vezes menor do que o diâmetro angular aparente da Lua. Combinando o seu tamanho angular com a velocidade angular da Lua, chegamos à conclusão que uma estrela demora cerca de 0,1s a desparecer/reaparecer nestas ocultações (sem contar com o tempo em que está totalmente coberta pela Lua).
A Lua tem uma órbita inclinada em relação à eclíptica. Estrelas com uma latitude eclíptica menor do que 6,5 graus podem ser ocultadas neste tipo de evento. As estrelas principais nestas condições são Regulus, Spica, Antares e Aldebaran. Outro objecto bem conhecido que pode ser ocultado pela Lua são as Pleíades.
As ocultações pela Lua são observadas primariamente por astrónomos amadores. Podem ser úteis se a precisão for na ordem do décimo de segundo para estudar, por exemplo, a irregularidade da superfície da Lua. Podem também ajudar na melhor determinação do diâmetro angular da estrela, podendo com isso alterar a estimativa do seu tamanho, distância ou temperatura efectiva.
Devido ao seu grande diâmetro angular, a Lua tem a particularidade de poder em diversas ocasiões ocultar mais do que uma estrela de uma só vez. A isso chama-se "ocultação dupla" no caso de duas estrelas. Só são visíveis em regiões muito restritas do planeta, e o último evento deste tipo ocorreu em 1998.
Também é possível, e observável, a ocultação da Lua a planetas.
Este mecanismo é em tudo semelhante a um eclipse solar, podendo um eclipse total ser interpretado como uma ocultação da Lua em relação ao Sol.